# Jürgen Stroop

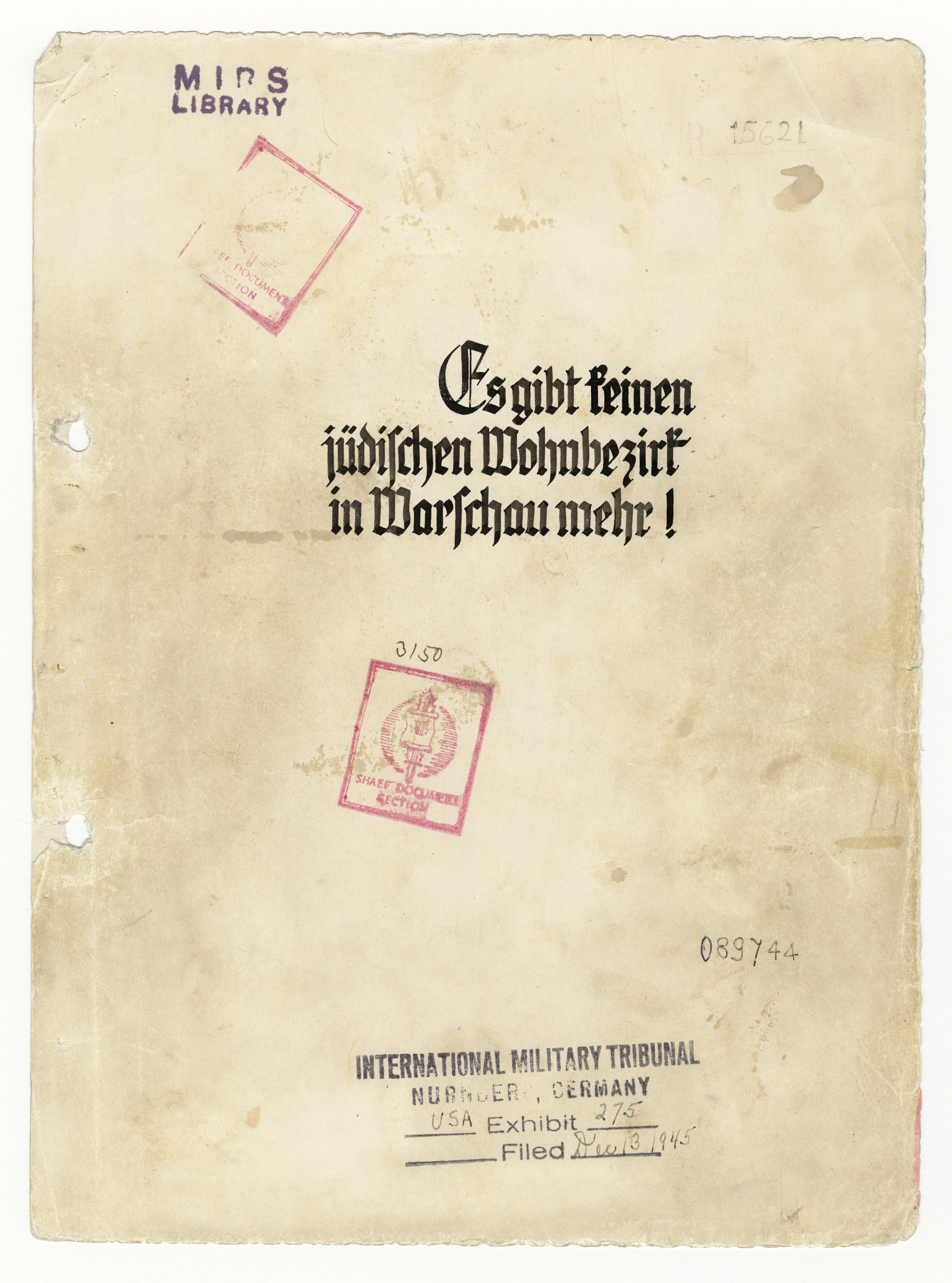
Stroop-Bericht

Jürgen Stroop (Detmold, 26 september 1895 - Warschau, 6 maart 1952) gaf als SS-Gruppenführer (generaal-majoor) leiding aan het neerslaan van de opstand in het getto van Warschau in 1943.
Jürgen Stroop werd als Josef Stroop geboren. Hij groeide in Detmold op en ging na zijn schooltijd werken bij het kadaster in Detmold. In de Eerste Wereldoorlog nam hij vrijwillig dienst en klom op tot Vice Feldwebel. Na de Eerste Wereldoorlog keerde hij terug bij het kadaster en werkte daar tot 1933.
In juli 1932 werd hij lid van de SS en in september 1932 van de NSDAP. Tijdens de verkiezingscampagne van 1932 kwam Stroop in het vizier van Adolf Hitler, Heinrich Himmler en Hermann Göring. In maart 1933 werd hij hoofd van de hulppolitie in de deelstaat Lippe. Gedurende de jaren dertig klom hij op in de SS-hiërarchie. Na de Poolse Veldtocht in 1939 werd Stroop bevelhebber van de SS-troepen in Gnesen (Gniezno).
Op 9 mei 1941 veranderde Stroop zijn voornaam om levensbeschouwelijke redenen en ter nagedachtenis aan zijn gestorven zoon van Josef in Jürgen.
Stroop kreeg van Himmler persoonlijk de opdracht om als bevelhebber van eenheden van SS, politie en Wehrmacht de opstand neer te slaan in het getto van Warschau (19 april tot 16 mei 1943). Tijdens deze opstand namen ongeveer 600 licht bewapende Joodse strijders van de verzetsorganisaties Żydowska Organizacja Bojowa - ŻOB en Żydowski Związek Wojskowy - ZZW het op tegen ongeveer 2000 man Duitse troepen, die door tanks en artillerie werden ondersteund. De Joodse strijders hielden het vier weken vol en sneuvelden bijna allen.
Na de opstand telegrafeerde Stroop triomferend aan zijn directe chef, SS-Obergruppenführer Friedrich-Wilhelm Krüger: „Das ehemalige jüdische Wohnviertel Warschau besteht nicht mehr.“ Bij deze actie werden 17.000 Joden in het getto vermoord, 7000 naar het vernietigingskamp Treblinka en 42.000 naar het kamp Majdanek gestuurd.
Stroop kreeg voor zijn optreden het IJzeren Kruis eerste klasse. Hij documenteerde zijn optreden in het zogenaamde Stroop-Bericht. Na het neerslaan van de opstand werd Stroop benoemd tot Höhere SS- und Polizeiführer (HSSPF) voor Warschau (in Nederland had Hanns Albin Rauter deze functie). Als HSSPF werd hij in september 1943 naar Griekenland overgeplaatst en in november 1943 naar Wiesbaden, waar hij tot het einde van de oorlog bleef.
Een van de drie exemplaren van het Stroop-Bericht kwam in Amerikaanse handen en diende als bewijsmateriaal tijdens de Processen van Neurenberg. Bij een proces in Dachau werd Stroop op 21 maart 1947 ter dood veroordeeld wegens oorlogsmisdaden jegens Amerikaanse piloten. Het vonnis werd echter niet uitgevoerd, maar Stroop werd aan Polen uitgeleverd. Hier werd hij op 23 juli 1951 wederom ter dood veroordeeld. Op 6 maart 1952 werd hij in Mokotów, Warschau opgehangen.

## Familie
Op 5 juli 1923 trouwde Stroop met Käthe (geboortenaam Bareckhausen) (21 november 1898 te Stendal/Altmark). Het echtpaar kreeg drie kinderen: een dochter en twee zonen. De eerstgeboren zoon (3 oktober 1934) overleed acht dagen na de geboorte.

## Carrière
Stroop bekleedde verschillende rangen in zowel de Allgemeine-SS als Waffen-SS. De volgende tabel laat zien dat de bevorderingen niet synchroon liepen.
| Datums                                     | Pruisische leger   | Allgemeine-SS          | Politie                     | Waffen-SS                               | Heer                 |
| ------------------------------------------ | ------------------ | ---------------------- | --------------------------- | --------------------------------------- | -------------------- |
| 18 augustus 1914                           | Kriegsfreiwilliger | —                      | —                           | —                                       | —                    |
| 30 maart 1915                              | Gefreiter          | —                      | —                           | —                                       | —                    |
| 4 september 1915                           | Unteroffizier      | —                      | —                           | —                                       | —                    |
| 1 juli 1918                                | Vizefeldwebel      | —                      | —                           | —                                       | —                    |
| 28 juli 1932                               | —                  | SS-Anwärter            | —                           | —                                       | —                    |
| 22 oktober 1932                            | —                  | SS-Mann                | —                           | —                                       | —                    |
| 22 oktober 1932                            | —                  | SS-Scharführer         | —                           | —                                       | —                    |
| 15 februari 1933                           | —                  | SS-Truppführer         | —                           | —                                       | —                    |
| 8 maart 1934                               | —                  | SS-Sturmhauptführer    | —                           | —                                       | —                    |
| 20 april 1935                              | —                  | SS-Sturmbannführer     | —                           | —                                       | —                    |
| 20 april 1936                              | —                  | SS-Obersturmbannführer | —                           | —                                       | —                    |
| 12 september 1937                          | —                  | SS-Standartenführer    | —                           | —                                       | —                    |
| 1 maart 1938                               | —                  | —                      | —                           | —                                       | Leutnant der Reserve |
| 10 september 1939                          | —                  | SS-Oberführer          | —                           | —                                       | —                    |
| 16 juli 1941 (met ingang van 7 juli 1941)  | —                  | —                      | —                           | SS-Untersturmführer d. R. der Waffen-SS | —                    |
| 22 juli 1941                               | —                  | —                      | —                           | SS-Obersturmführer der Reserve (W-SS)   | —                    |
| 1 januari 1942                             | —                  | —                      | Oberst der Polizei          | —                                       | —                    |
| 16 september 1942                          | —                  | SS-Brigadeführer       | Generalmajor der Polizei    | —                                       | —                    |
| 9 november 1943                            | —                  | SS-Gruppenführer       | Generalleutnant der Polizei | —                                       | —                    |
| 20 april 1944 (met ingang van 7 juli 1944) | —                  | —                      | —                           | Generalleutnant der Waffen-SS           | —                    |

## Lidmaatschapsnummers
- NSDAP-nr.: 1 292 297[19] (lid geworden 1 juli 1932[7][5])
- SS-nr.: 44 611[19] (lid geworden 28 juli 1932[7][5])

## Decoraties
Selectie:
- IJzeren Kruis 1914, 2e klasse[20] op 2 december 1915[22][5]
- IJzeren Kruis 1939, 1e klasse op 18 juni 1943[22][5]
- Gewondeninsigne 1918 in zwart[20][5] in 1918[22]
- Herhalingsgesp bij IJzeren Kruis 1939, 2e Klasse op 26 augustus 1941[22][5]
- Storminsigne van de Infanterie in september 1941[22][5]
- Traditiespeld Gau Wartheland in november 1942[16] - 24 oktober 1943[22][5]
- Dienstonderscheiding van de SS[16], 2e Graad in 1944[23]
- Rijksinsigne voor Sport in goud[20][16][22]
- Duitse Ruiter Onderscheiding[16] in brons[22]

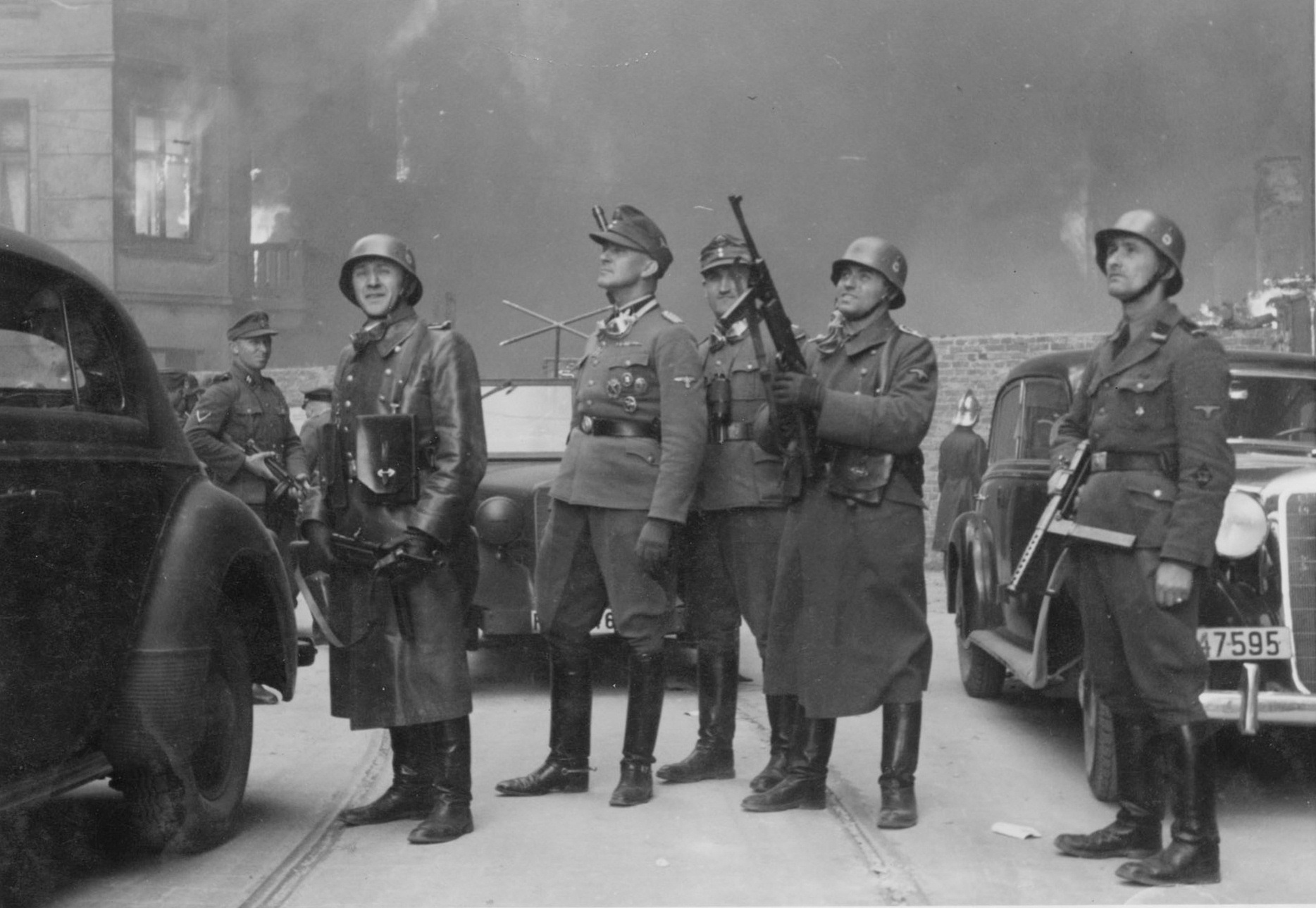
Stroop (met pet) tijdens de opstand in Warschau.

- Sportinsigne van de SA in bons[19][5][22]